# Labochilus pulawskyi
Labochilus pulawskyi är en stekelart som beskrevs av Giordani Soika 1970. Labochilus pulawskyi ingår i släktet Labochilus och familjen Eumenidae. Utöver nominatformen finns också underarten L. p. soharensis.